# Adlène Bensaïd
Pour les articles homonymes, voir Bensaïd.
Adlène Bensaïd (en arabe : عدلان بن سعيد) est un footballeur international algérien né le 3 novembre 1981 à Annaba en Algérie. Il joue au poste d'attaquant.
Il a été sélectionné à quatre reprises en équipe d'Algérie. Sa première sélection a eu lieu le 6 juillet 2003 lors d'un match face au Tchad.

## Statistiques
| Saison                | Club                  | Championnat           | Championnat | Championnat | Coupe(s) nationale(s) | Coupe(s) nationale(s) | Compétition(s) continentale(s) | Compétition(s) continentale(s) | Compétition(s) continentale(s) | Total | Total |
| Saison                | Club                  | Division              | M.          | B.          | M.                    | B.                    | Comp.                          | M.                             | B.                             | M.    | B.    |
| 1998-1999             | IRB El Hadjar         | 2                     |             |             |                       |                       | -                              | -                              | -                              | 0     | 0     |
| 1999-2000             | USM Annaba            | 1                     |             |             |                       |                       | -                              | -                              | -                              | 0     | 0     |
| 2000-2001             | USM Annaba            | 1                     |             | 3           |                       |                       | -                              | -                              | -                              | 0     | 3     |
| 2001-2002             | USM Annaba            | 1                     |             | 7           | 3                     | 2                     | -                              | -                              | -                              | 3     | 9     |
| 2002-2003             | USM Annaba            | 1                     | 26          | 7           |                       |                       | -                              | -                              | -                              | 26    | 7     |
| 2003-2004             | USM Annaba            | 1                     | 23          | 4           | 4                     | 5                     | -                              | -                              | -                              | 27    | 9     |
| 2004-2005             | USM Annaba            | 1                     | 26          | 5           |                       |                       | -                              | -                              | -                              | 26    | 5     |
| 2005-2006             | USM Annaba            | 1                     | 22          | 8           |                       |                       | -                              | -                              | -                              | 22    | 8     |
| 2006                  | USM Alger             | 1                     | 13          | 3           |                       |                       | -                              | -                              | -                              | 13    | 3     |
| 2007                  | USM Blida             | 1                     | 12          | 6           | 5                     | 6                     | -                              | -                              | -                              | 17    | 12    |
| 2007-2008             | JS Kabylie            | 1                     | 13          | 7           |                       |                       | -                              | -                              | -                              | 13    | 7     |
| 2008-2009             | JS Kabylie            | 1                     | 26          | 9           |                       |                       | -                              | -                              | -                              | 26    | 9     |
| 2009-2010             | USM Annaba            | 1                     | 25          | 7           |                       |                       | -                              | -                              | -                              | 25    | 7     |
| 2010-2011             | CA Bordj Bou Arreridj | 1                     | 22          | 4           |                       |                       | -                              | -                              | -                              | 22    | 4     |
| 2011-2012             | NA Hussein Dey        | 1                     | 4           | 0           |                       |                       | -                              | -                              | -                              | 4     | 0     |
| 2012-2013             | US Tébessa            | 3                     |             |             |                       |                       | -                              | -                              | -                              | 0     | 0     |
| Total sur la carrière | Total sur la carrière | Total sur la carrière | 213         | 69          |                       | 13                    | -                              | -                              | -                              | 213   | 82    |

## Clubs
- 1999-2006 : USM Annaba  Algérie
- 2006-2007 : USM Blida  Algérie
- 2007-2009 : JS Kabylie  Algérie
- 2009-2010 : USM Annaba  Algérie
- 2010-2011 : CA Bordj Bou Arreridj  Algérie
- 2011-2011 : NA Hussein Dey  Algérie

## Palmarès
- 4 sélections en équipe d'Algérie entre 2003 et 2004
- Champion d'Algérie en 2008 avec la JS Kabylie

## Sélections
- 06/07/2003 : Tchad - Algérie (0-0)
- 24/09/2003 : Algérie - Gabon (2-2)
- 26/09/2003 : Algérie - Burkina Faso (0-0)
- 28/04/2004 : Algérie - Chine (0-1)